# Volgodonsk

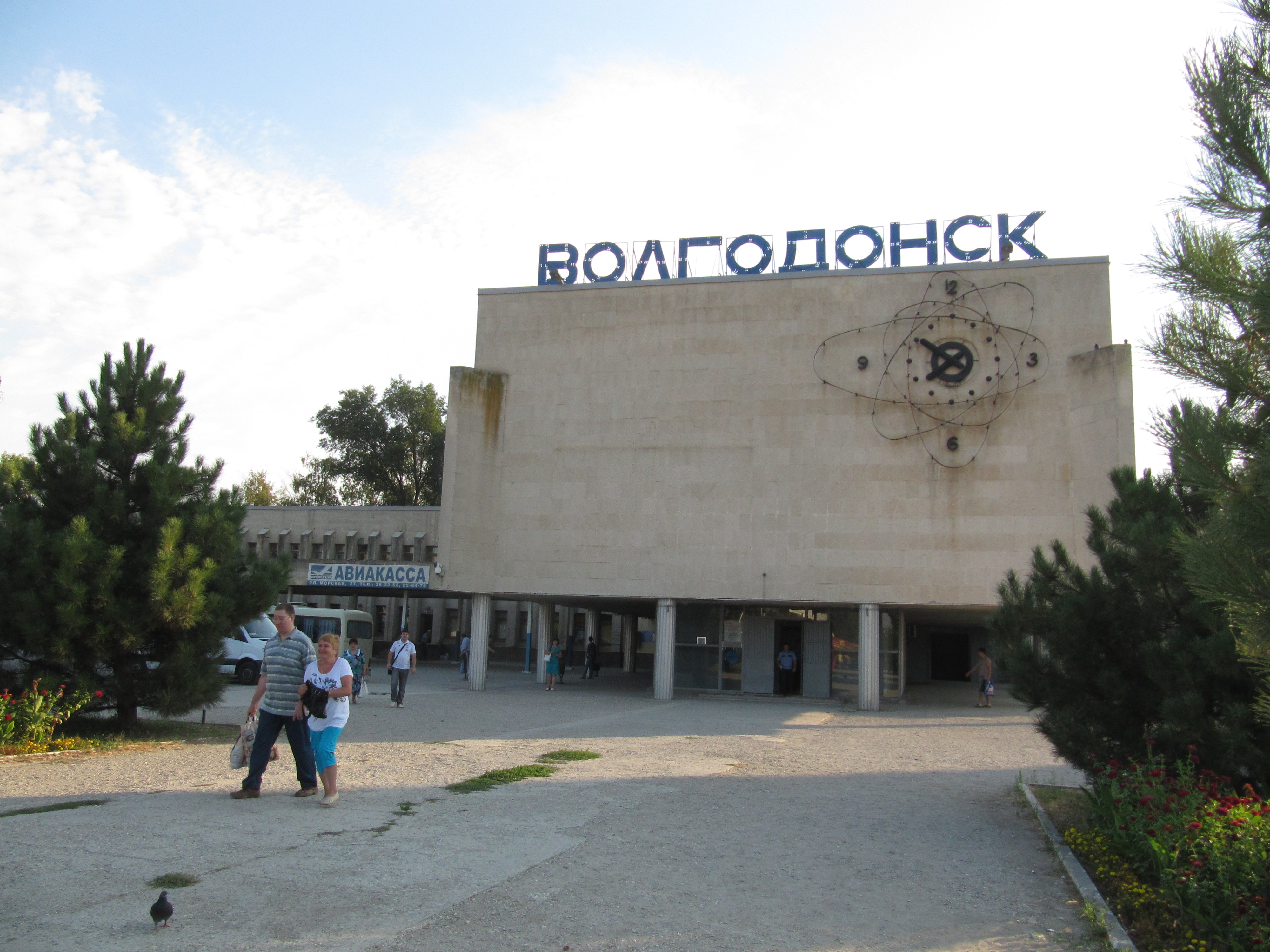

Volgodonsk é uma cidade na Rússia, no Oblast de Rostov. A cidade é localizada à margem da Albufeira de Tsimliansk, perto do Canal Volga-Don, a Central Hidroeléctrica de Tsimliansk e a Central nuclear de Rostov.
Na cidade há grande fábrica de equipamento nuclear.
Entre os tipos de transporte público da cidade há trólebus.

## Esporte
A cidade de Volgodonsk é a sede do Estádio Trud e do FC Volgodonsk, que participou do Campeonato Russo de Futebol. 